# Croix-Fonsomme
Croix-Fonsomme ist eine französische Gemeinde mit 187 Einwohnern (Stand: 1. Januar 2022) im Département Aisne in der Region Hauts-de-France (vor 2016 Picardie). Sie gehört zum Arrondissement Saint-Quentin, zum Kanton Bohain-en-Vermandois und zum Gemeindeverband Pays du Vermandois.

## Geografie
Die Gemeinde Croix-Fonsomme liegt nahe der Sommequelle, 13 Kilometer nordöstlich von Saint-Quentin. In Croix-Fonsomme endet der Wassertunnel der Rigole du Noirrieux zur Alimentierung des Canal de Saint-Quentin. Nachbargemeinden von Croix-Fonsomme sind Montbrehain im Norden, Fresnoy-le-Grand im Nordosten, Étaves-et-Bocquiaux im Südosten, Fonsomme im Süden sowie Fontaine-Uterte im Westen.

## Bevölkerungsentwicklung
| Jahr                       | 1962 | 1968 | 1975 | 1982 | 1990 | 1999 | 2010 | 2021 |
| Einwohner                  | 279  | 242  | 274  | 293  | 210  | 220  | 227  | 192  |
| Quellen: Cassini und INSEE |      |      |      |      |      |      |      |      |

## Sehenswürdigkeiten

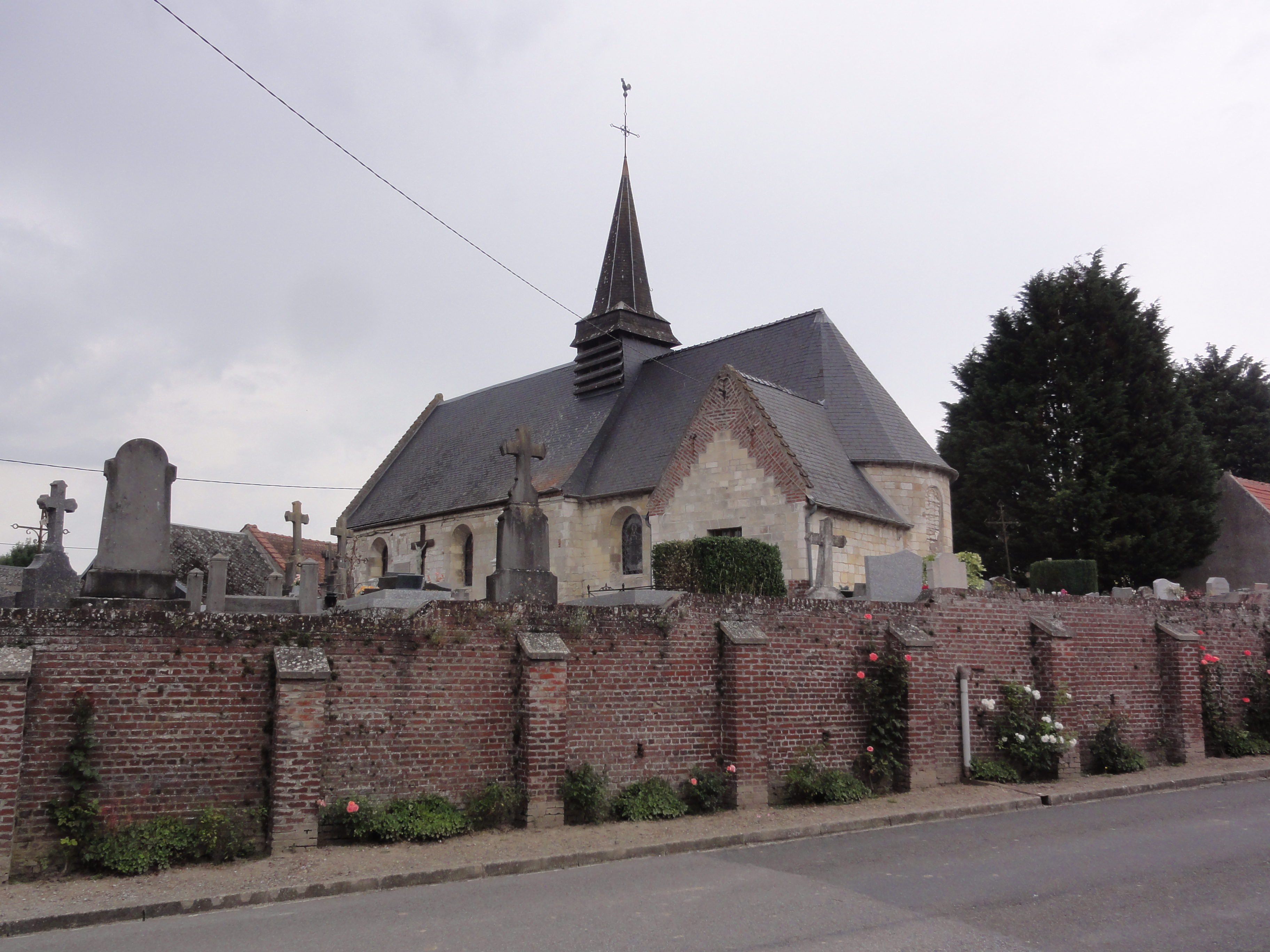
Kirche Saint-Médard
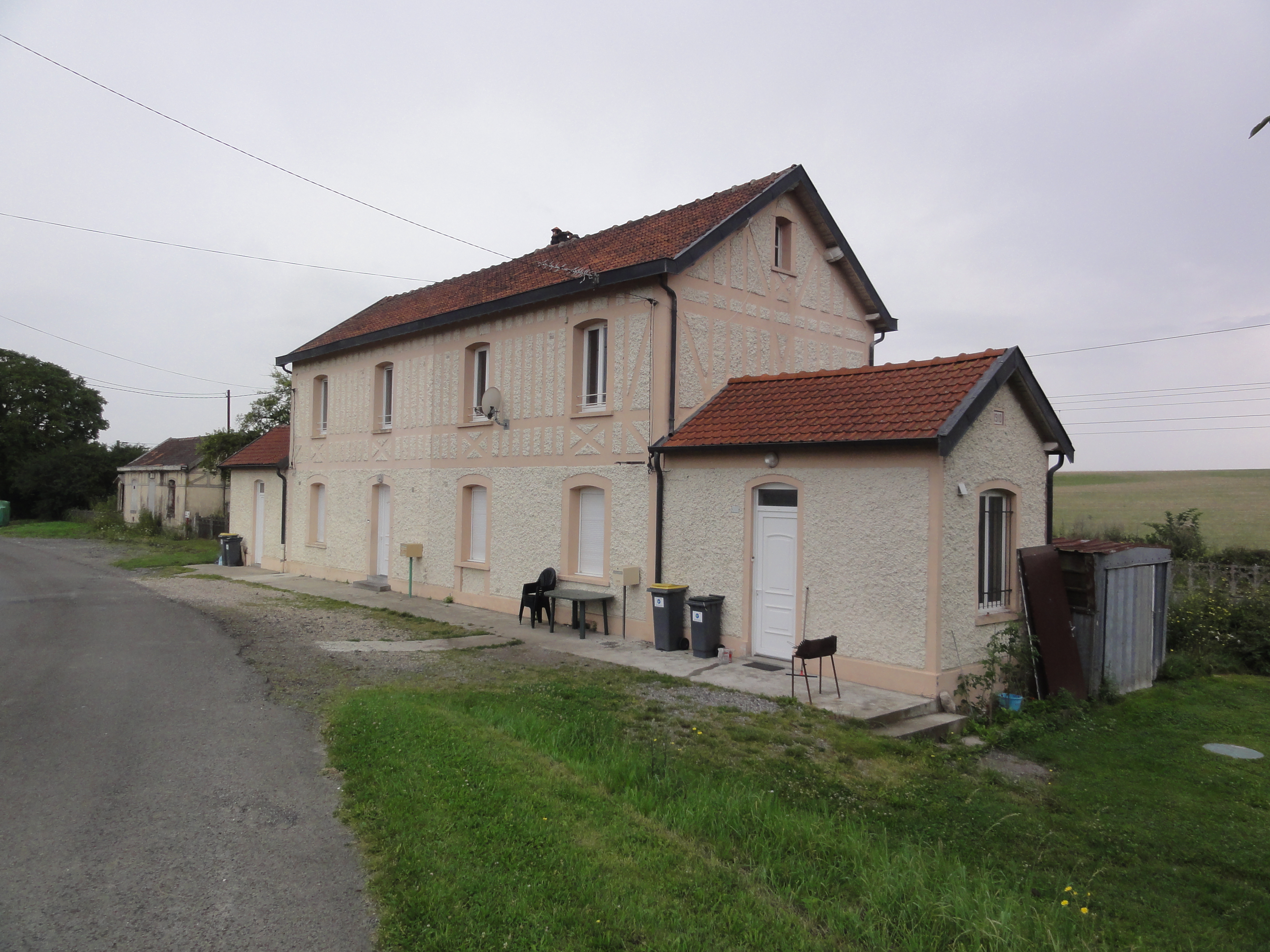
Ehemaliger Bahnhof
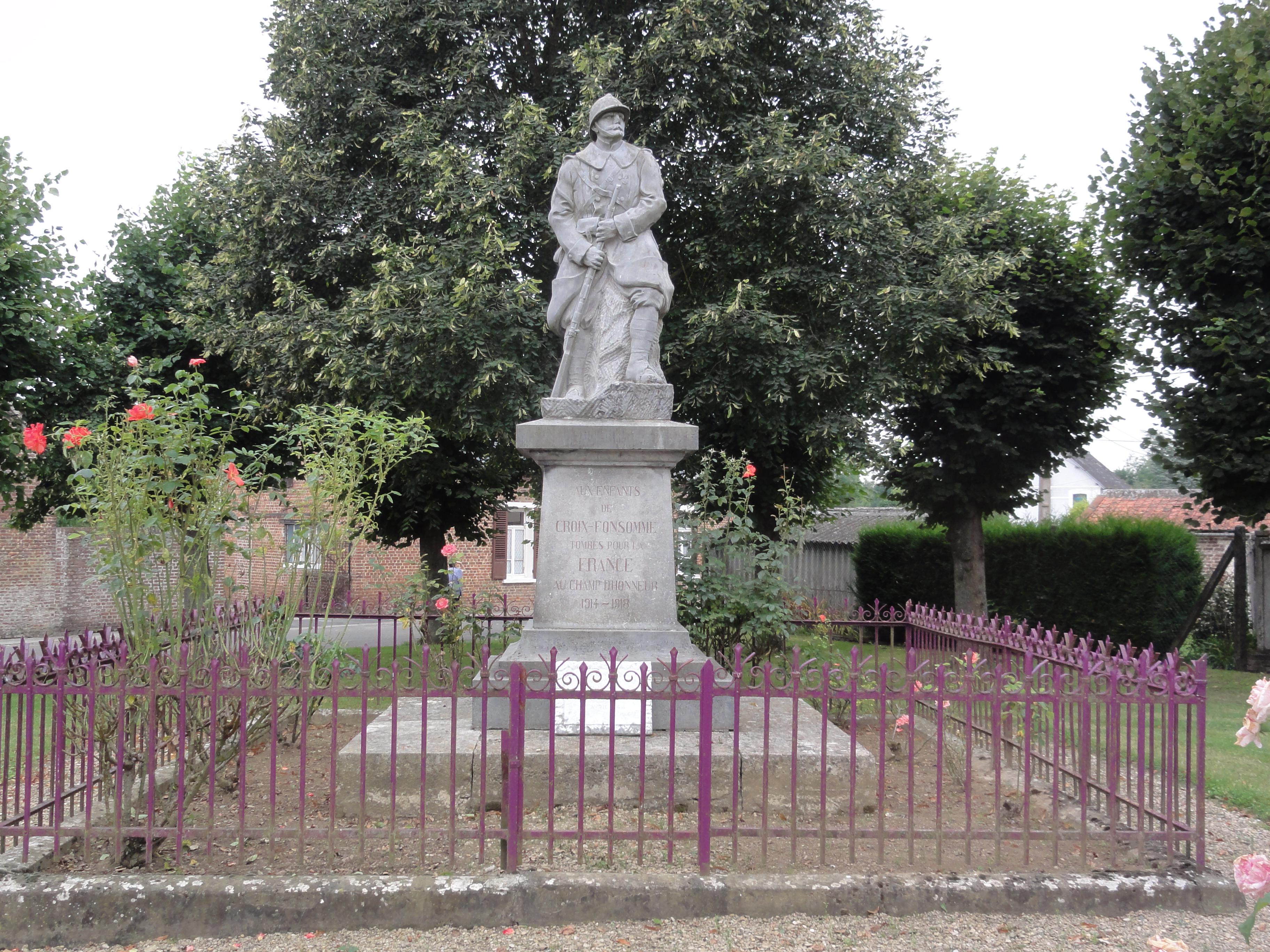
Gefallenendenkmal

- Kirche Saint-Médard
- Ehemaliger Bahnhof
- Gefallenendenkmal